# Draft NFL 1952
Il Draft NFL 1952 si è tenuto il 22 gennaio 1952 all'Hotel Statler di New York. Le scelte effettuate dai New York Yanks furono assegnate ai nuovi Dallas Texans

## Primo giro
|  | = Pro Bowler |  | = Hall of Famer |

| Scelta | Squadra                              | Giocatore           | Ruolo           | College           |
| ------ | ------------------------------------ | ------------------- | --------------- | ----------------- |
| 1      | Los Angeles Rams                     | Bill Wade           | Quarterback     | Vanderbilt        |
| 2      | New York Yanks                       | Les Richter         | Offensive guard | California        |
| 3      | Chicago Cardinals                    | Ollie Matson        | Halfback        | San Francisco     |
| 4      | Green Bay Packers                    | Vito "Babe" Parilli | Quarterback     | Kentucky          |
| 5      | Philadelphia Eagles                  | Johnny Bright       | Back            | Drake             |
| 6      | Pittsburgh Steelers                  | Ed Modzelewski      | Fullback        | Maryland          |
| 7      | Washington Redskins                  | Larry Isbell        | Back            | Baylor            |
| 8      | Chicago Bears                        | Jim Dooley          | Back            | Miami (FL)        |
| 9      | San Francisco 49ers                  | Hugh McElhenny      | Halfback        | Washington        |
| 10     | Cleveland Browns (Dai Detroit Lions) | Bert Rechichar      | Back            | Tennessee         |
| 11     | New York Giants                      | Frank Gifford       | Halfback        | USC               |
| 12     | Cleveland Browns                     | Harry Agganis       | Quarterback     | Boston University |
| 13     | Los Angeles Rams                     | Bob Carey           | End             | Michigan State    |

## Hall of Fame
All'annata 2013, sei giocatori della classe del Draft 1952 sono stati inseriti nella Pro Football Hall of Fame:
- Hugh McElhenny, Half Back da Washington scelto come nono assoluto dai San Francisco 49ers.

Induzione: Professional Football Hall of Fame, classe del 1970
- Gino Marchetti, Defensive End da San Francisco scelto nel secondo giro (14º assoluto) dai New York Yanks.

Induzione: Professional Football Hall of Fame, classe del 1972.
- Ollie Matson, Halfback da San Francisco scelto come terzo assoluto dai Chicago Cardinals.

Induzione: Professional Football Hall of Fame, classe del 1972.
- Dick "Night Train" Lane, Defensive Back dallo Junior College non fu scelto e firmò come free agent coi Los Angeles Rams.

Induzione: Professional Football Hall of Fame, classe del 1974
- Frank Gifford, Halfback da USC scelto come 11º assoluto dai New York Giants.

Induzione: Professional Football Hall of Fame, classe del 1977.
- Les Richter, Offensive guard da California, scelto come secondo assoluto dai New York Yanks

Induzione: Professional Football Hall of Fame, classe del 2011.